# Viareggio
Viareggio ist eine Stadt mit 60.755 Einwohnern (Stand 31. Dezember 2023) im Nordwesten der italienischen Region Toskana in der Provinz Lucca.
Das am Ligurischen Meer gelegene Seebad ist Standort von Marmorverarbeitung, Töpfereien und Schiffbau.

## Geografie
Viareggio liegt in der ligurischen Küstenlandschaft Versilia vor dem Bergzug der Apuanischen Alpen. Die Gegend war bis ins 18. Jahrhundert ein Sumpfgebiet um den küstennahen See Lago di Massaciuccoli. Mit der Trockenlegung gewann das Gebiet an Bedeutung. An der Küste befindet sich einer der längsten Sandstrände Italiens.
Stadtgliederung
Viareggio gliedert sich in zwei Frazioni (Ortsteile): die eigentliche Stadt Viareggio und der südlich gelegene Ort Torre del Lago Puccini. Außerdem gibt es die Untergliederung in vier Stadtbezirke (Circoscrizioni):
- Torre del Lago Puccini
- Centro – Marco Polo
- Darsena – Ex Campo d'Aviazione
- Viareggio Nuova

Nachbargemeinden
Die angrenzenden Gemeinden sind Camaiore, Massarosa, beide zur Provinz Lucca gehörig, sowie Vecchiano in der Provinz Pisa.

## Geschichte
Viareggio entstand aus einem Kastell, das die Städte Lucca und Genua zur Verteidigung des Gebiets gegen Pisa 1172 an der Küste errichteten. Dieses Kastell erhielt den Namen Castrum de Via Regia, benannt nach der Königsstraße des regierenden Römischen Kaisers Friedrich Barbarossa, die hier die Küste entlangführte. An der Festung mündete der Canale Burlamacca ins Meer, der ab 1441 der einzige Zugang Luccas zum Meer war, was die Bedeutung des Ortes erhöhte und zum Bau einer kleinen Siedlung führte. Der umgebende Sumpf und mit ihm die verbreitete Malaria verhinderten jedoch ein starkes Wachstum des Dorfes. Bereits 1480 bot die Stadt Lucca im Gebiet um die Festung kostenlos Bauland an.
1543 wurde eine weitere Befestigungsanlage, die Torre Matilde errichtet, die einen besseren militärischen Schutz garantierte und zu stärkerer Besiedlung führte. 1559 wurde die erste Kirche erbaut, 1617 wurde Viareggio Vikariatssitz für die Ansiedlungen auf den umliegenden Hügeln und erhielt schließlich 1701 das Recht einer comunità, das heißt kommunaler Selbstverwaltung, durch die Republik Lucca verliehen. Das größte Hindernis für die Entwicklung war jedoch weiterhin der umgebende Sumpf, so dass im 18. Jahrhundert größere Anstrengungen zur Trockenlegung unternommen wurden, mit deren Abschluss 1741 die Malaria langsam zurückzugehen begann.
Zum Schutz gegen die vom Meer kommenden Winde wurden entlang des Strandes Pinienwälder angepflanzt, die heute das Stadtbild prägen. Der südliche Abschnitt bildet heute einen Teil des Regionalparks Migliarino, San Rossore, Massaciuccoli.
Viareggio teilte des Weiteren historisch das Schicksal Luccas: 1799 wandelte Napoleon Bonaparte Lucca in ein Fürstentum unter seiner Schwester Elisa um; der Wiener Kongress schuf 1815 ein Herzogtum Lucca unter Maria Luise von Bourbon-Parma. Sie verlieh Viareggio 1820 das Stadtrecht. 1847 gelangte Viareggio an das Großherzogtum Toskana und ging mit ihm schließlich im vereinten Italien auf.

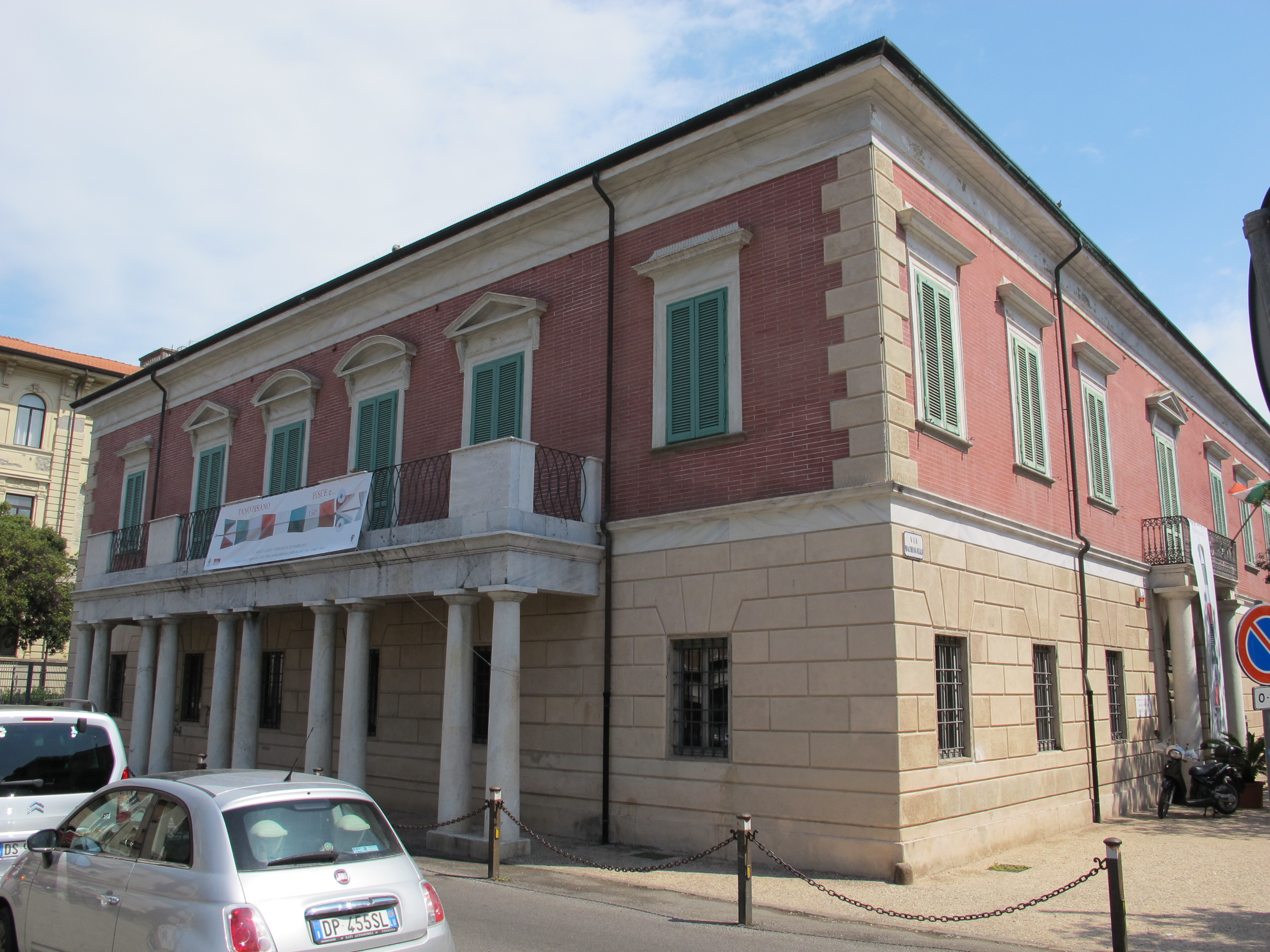
Villa Paolina

Im 19. Jahrhundert begann Viareggios Aufstieg als Seebad. 1822 ließ Napoleons Schwester Paolina Borghese eine Villa errichten (Villa Paolina), in der sie ihren Lebensabend verbrachte. Nach und nach entstanden ab 1828 (zunächst nach Geschlechtern getrennt) diverse Badeanstalten am Meer. Zahlreiche Sommervillen folgten dem Beispiel Paolinas. Schon zu Beginn des 19. Jahrhunderts war Viareggio ein Perle des Tyrrhenischen Meeres und ein international bekannter Badeort.
Nach dem Krieg verlor die Stadt – wie viele Orte an der italienischen Riviera – weitgehend ihre Exklusivität. Heute ist Viareggio vorrangig ein Ferienort für die italienische Bevölkerung.
Am späten Abend des 29. Juni 2009 ereignete sich im Bahnhof von Viareggio ein schweres Zugunglück, bei dem 32 Menschen ihr Leben verloren. Ein Butangas befördernder Zug entgleiste, Gas entwich und explodierte. Dies führte zu einem Großbrand, mehrere Häuser stürzten ein und etwa 100 Menschen wurden obdachlos.

## Politik
Marco Marcucci (PD) wurde im Mai 2003 zum Bürgermeister gewählt. Seit 15. Juni 2015 ist Giorgio Del Ghingaro Bürgermeister. Seine Lista Civica hat mit neun von 24 Sitzen die Mehrheit im Gemeinderat.

## Sehenswürdigkeiten

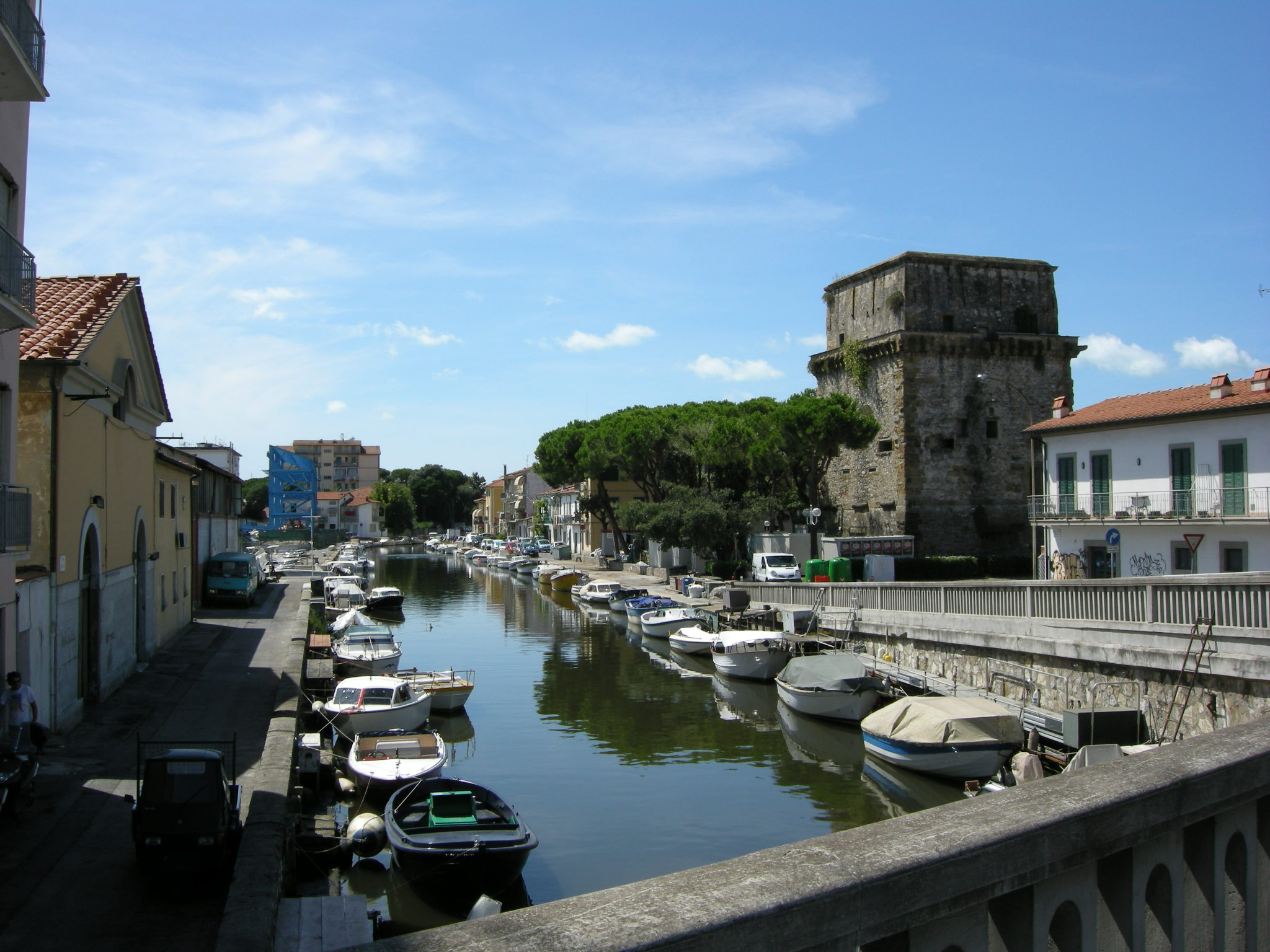
Torre Matilde am Kanal
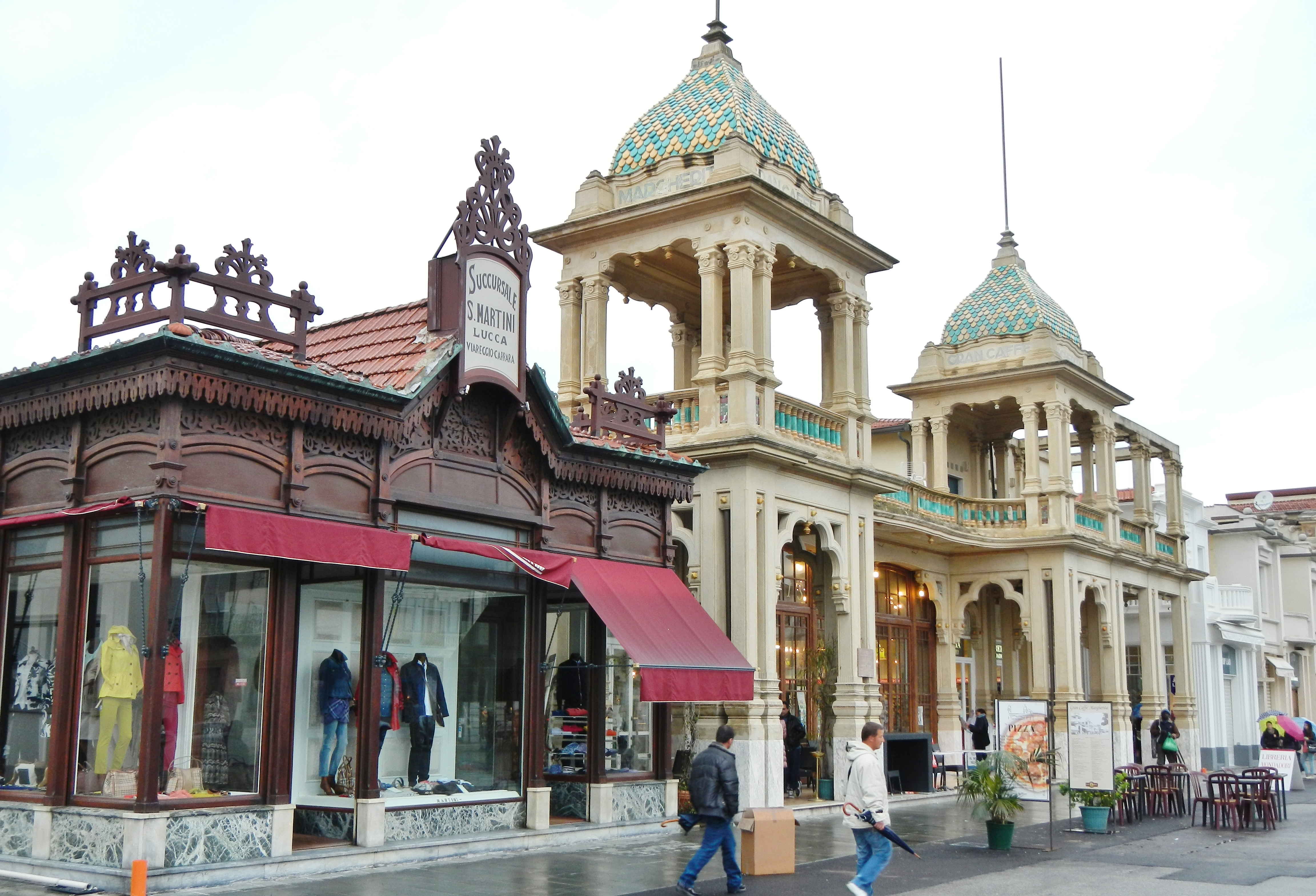
Negozio Martini und Gran Caffè Margherita
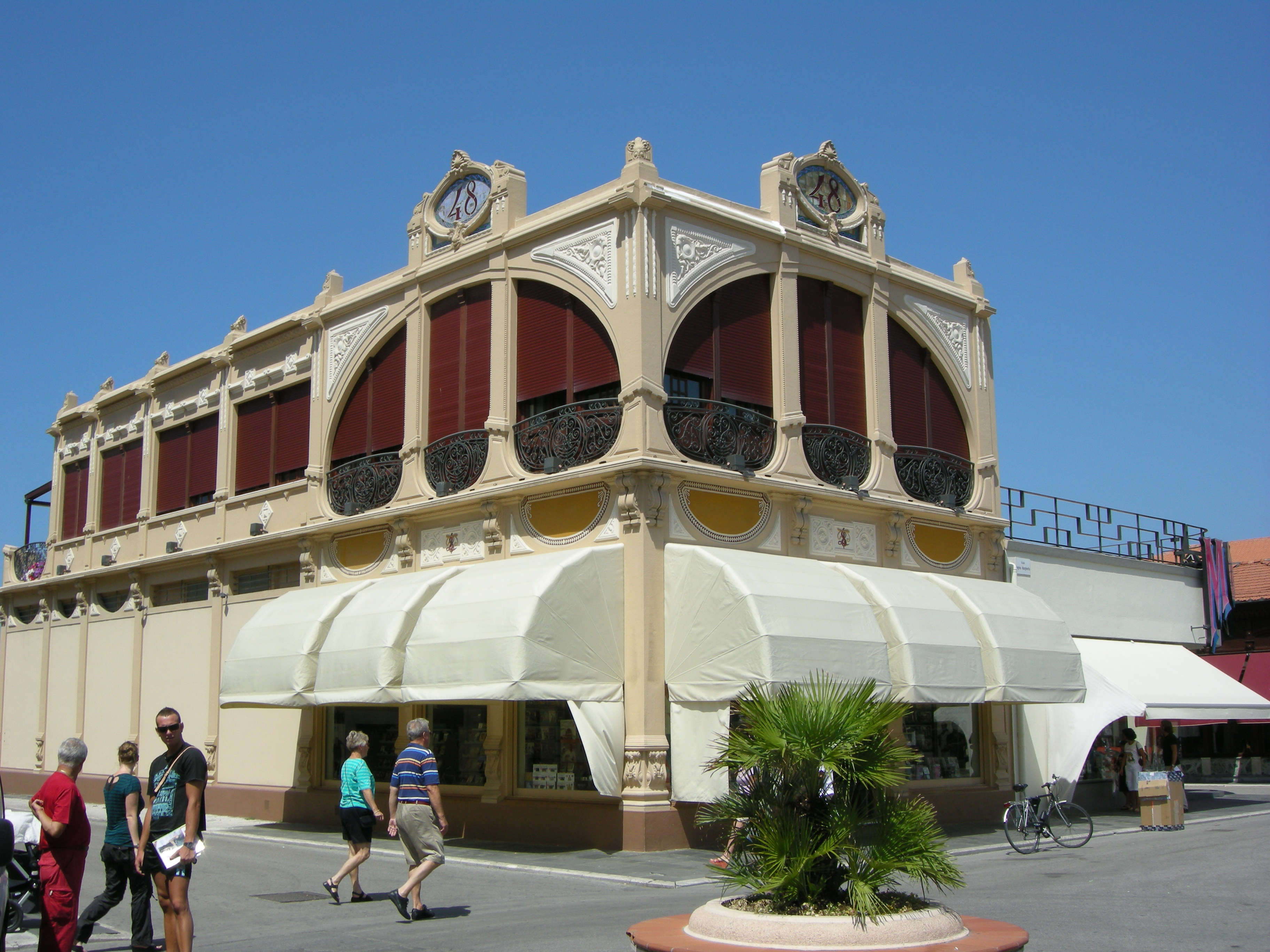
Jugendstilgebäude Duilio 48
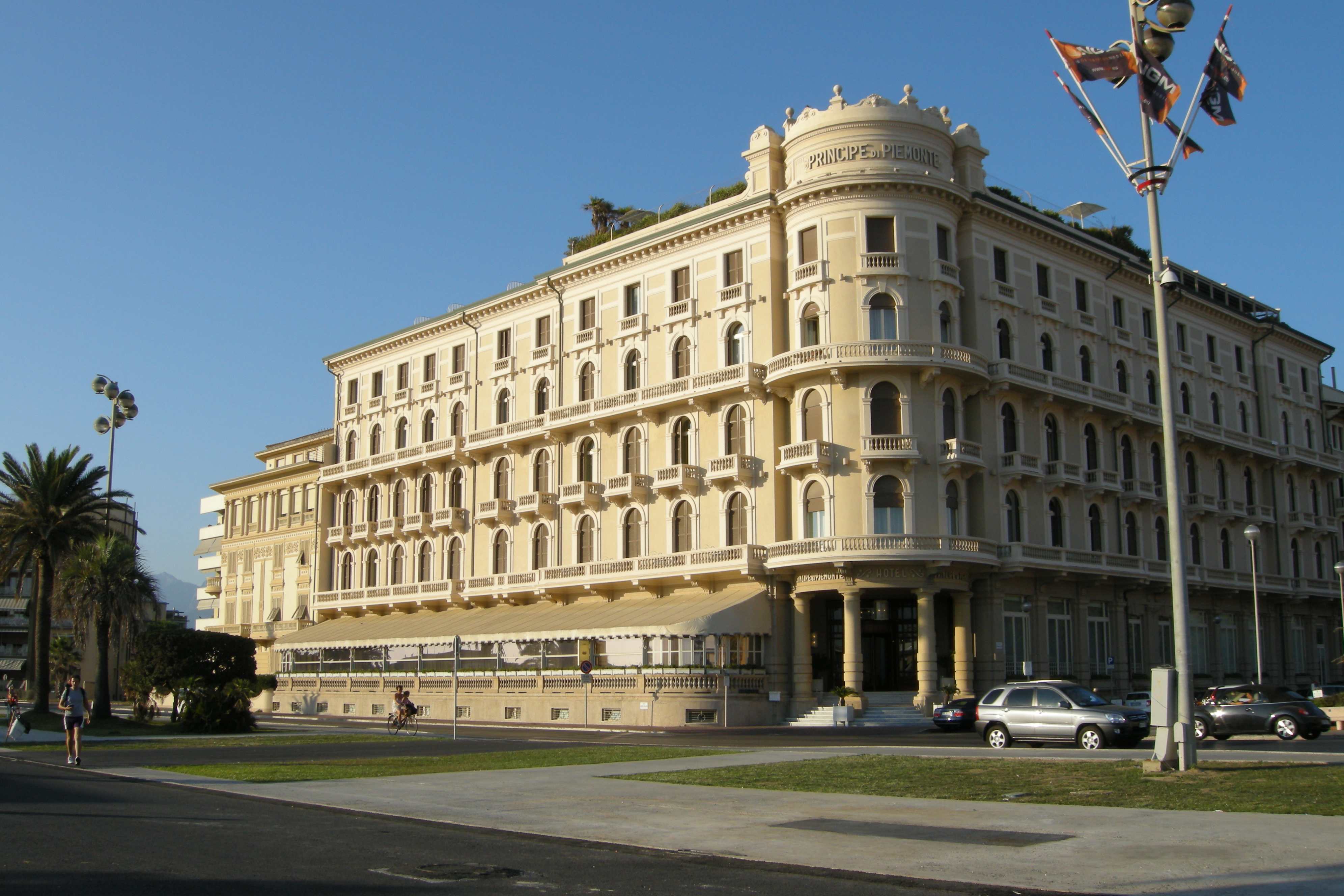
Hotel Principe di Piemonte
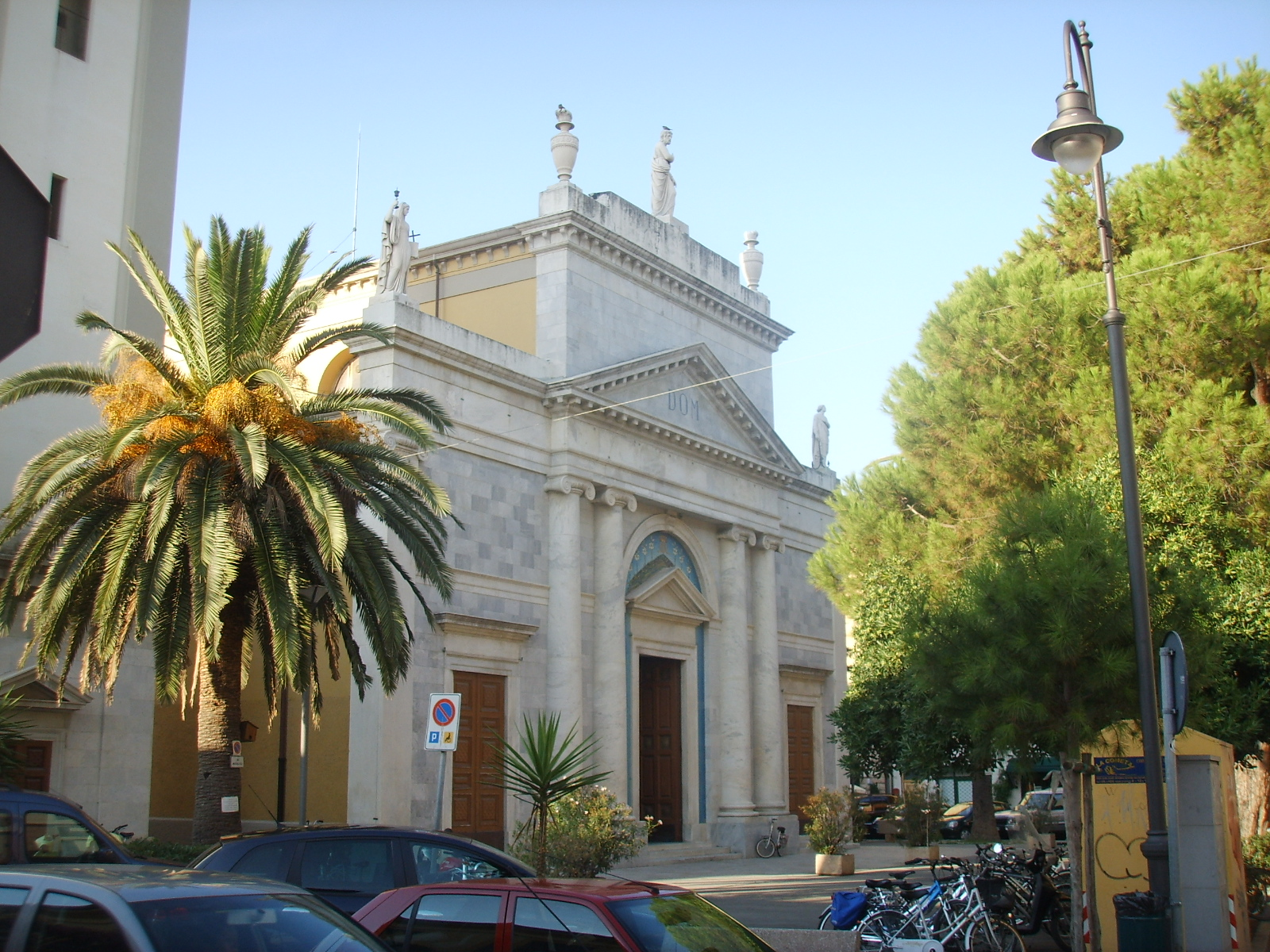
Kirche Sant’Andrea
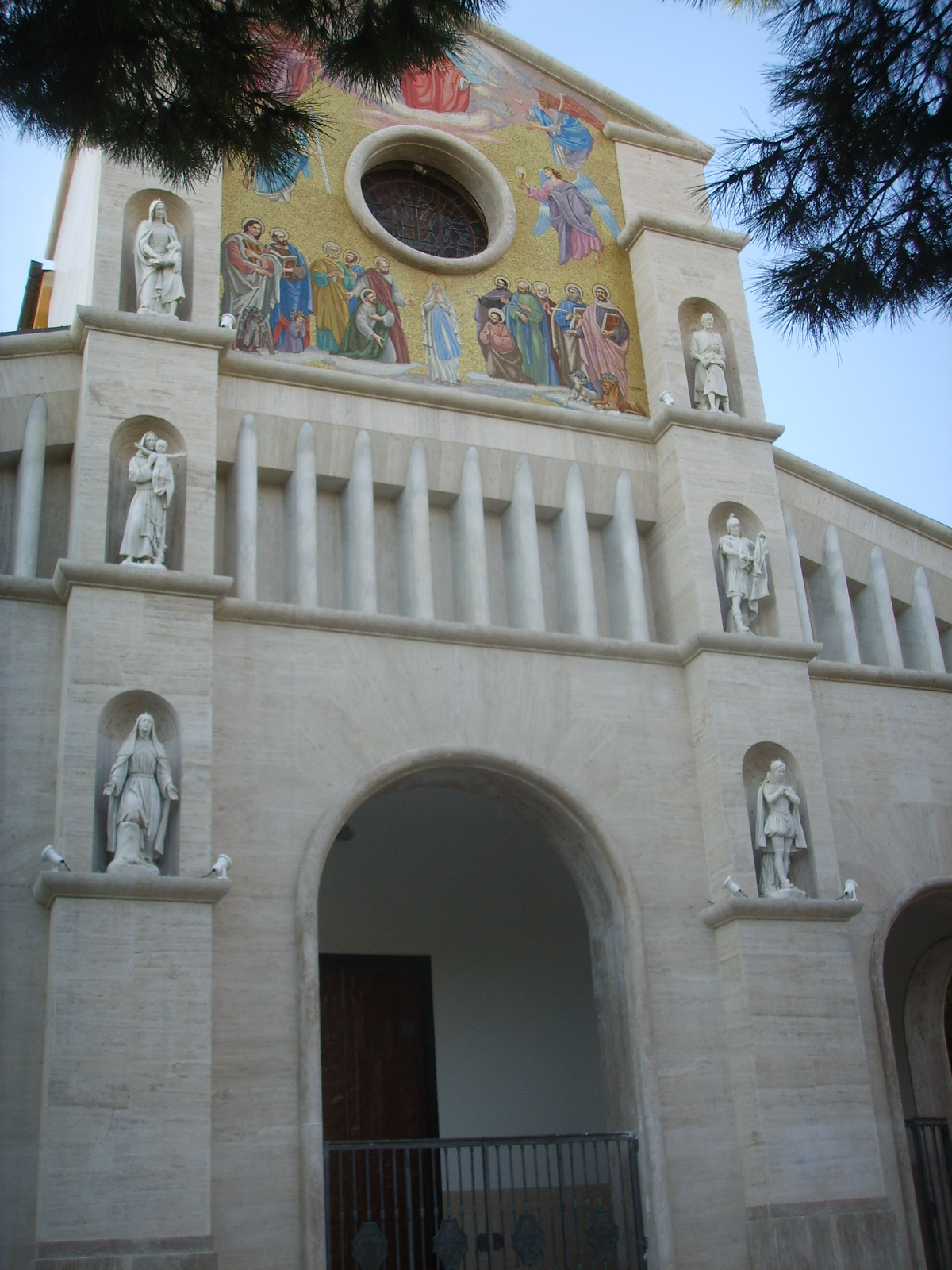
Kirche San Paolino
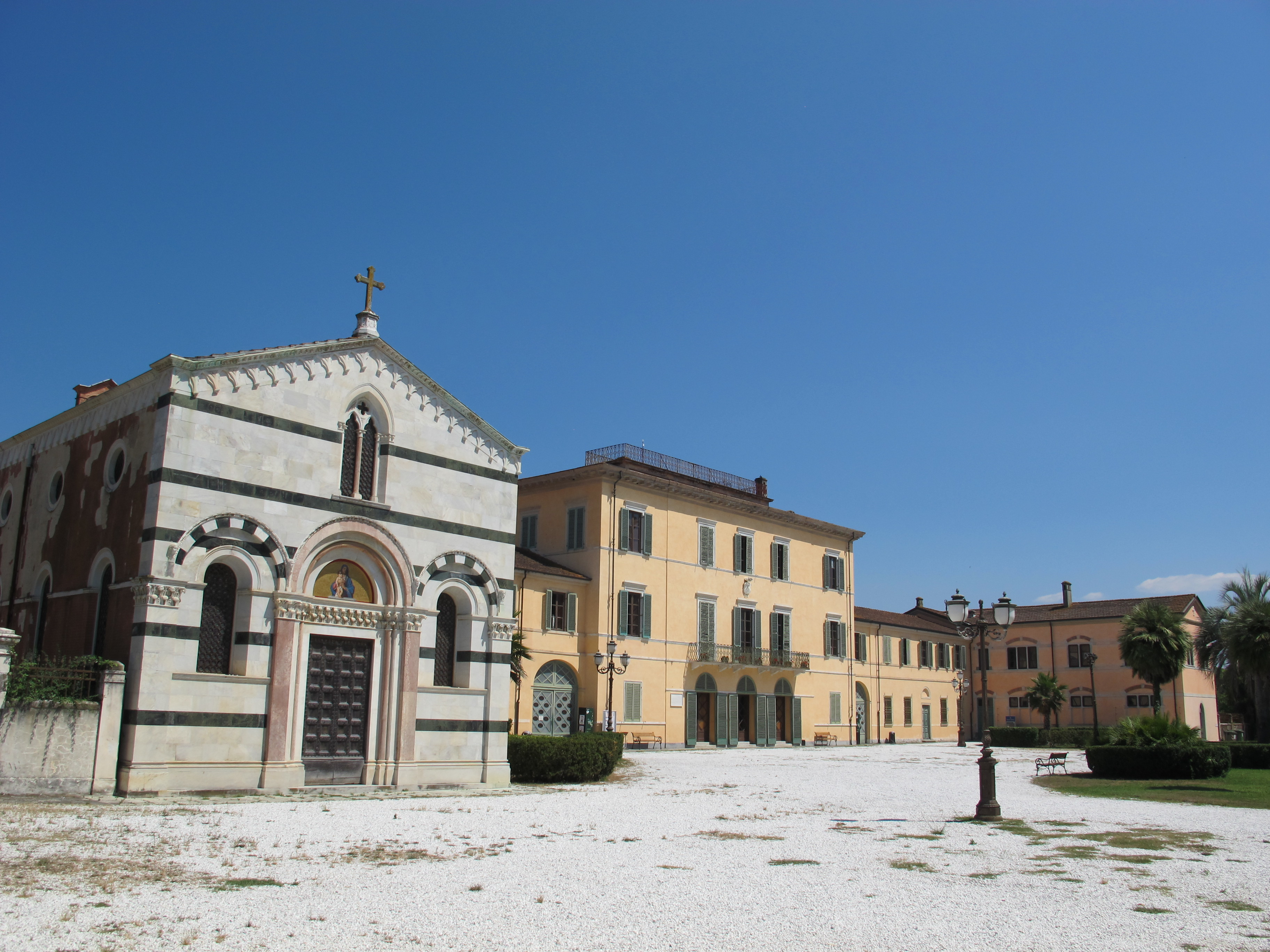
Villa Borbone mit Kapelle
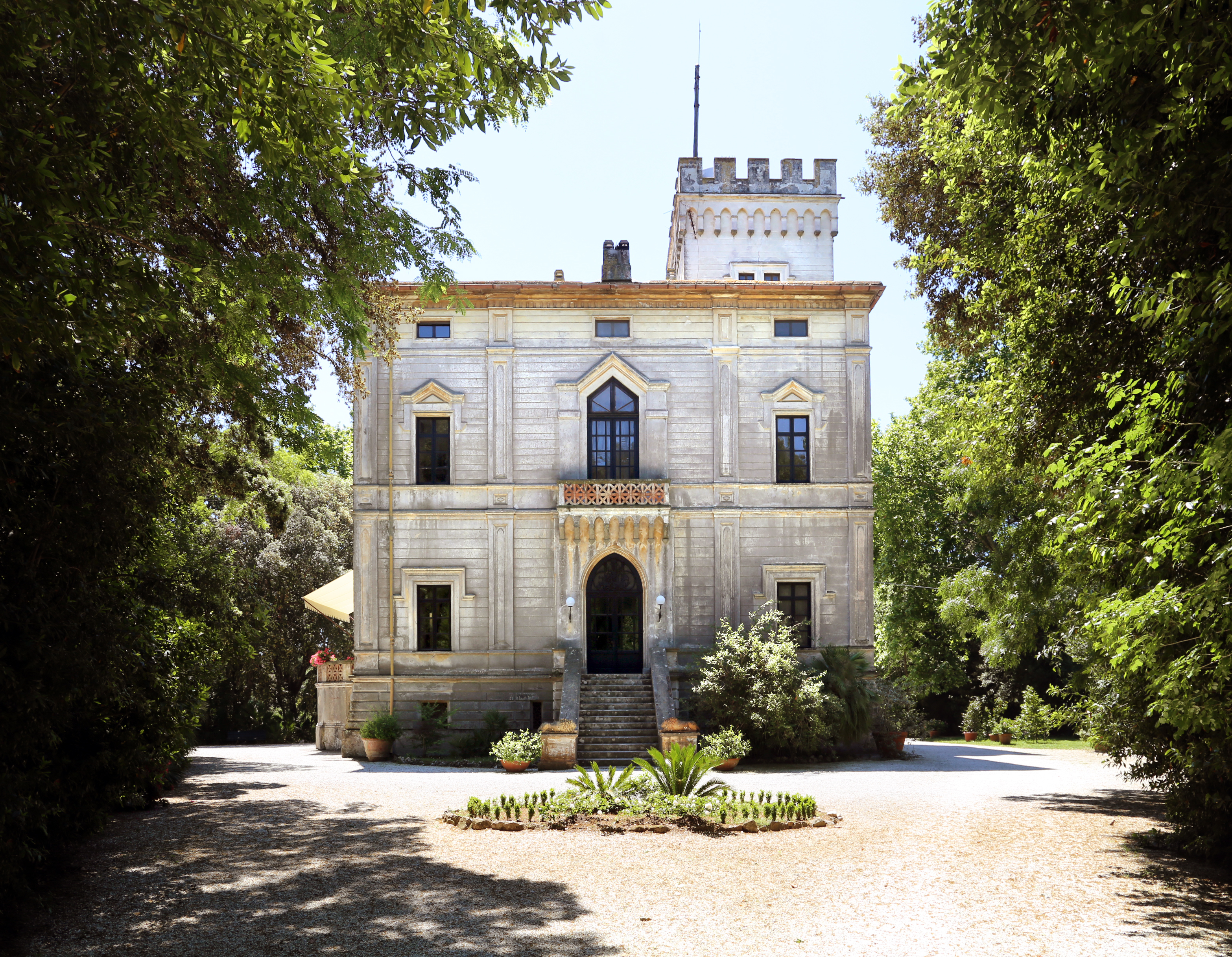
Villa Orlando in Torre del Lago

- Musei civici: Die Musei civici befinden sich in der Villa Paolina, der ehemaligen Sommervilla von Paolina Borghese und enthalten drei Sammlungen:
  - Museo Archeologico „Alberto Carlo Blanc“: Archäologisches Museum
  - Pinacoteca „Lorenzo Viani“: Pinakothek zeitgenössischer Kunst
  - Museo degli strumenti musicali „Giovanni Ciuffreda“: Musikinstrumentemuseum

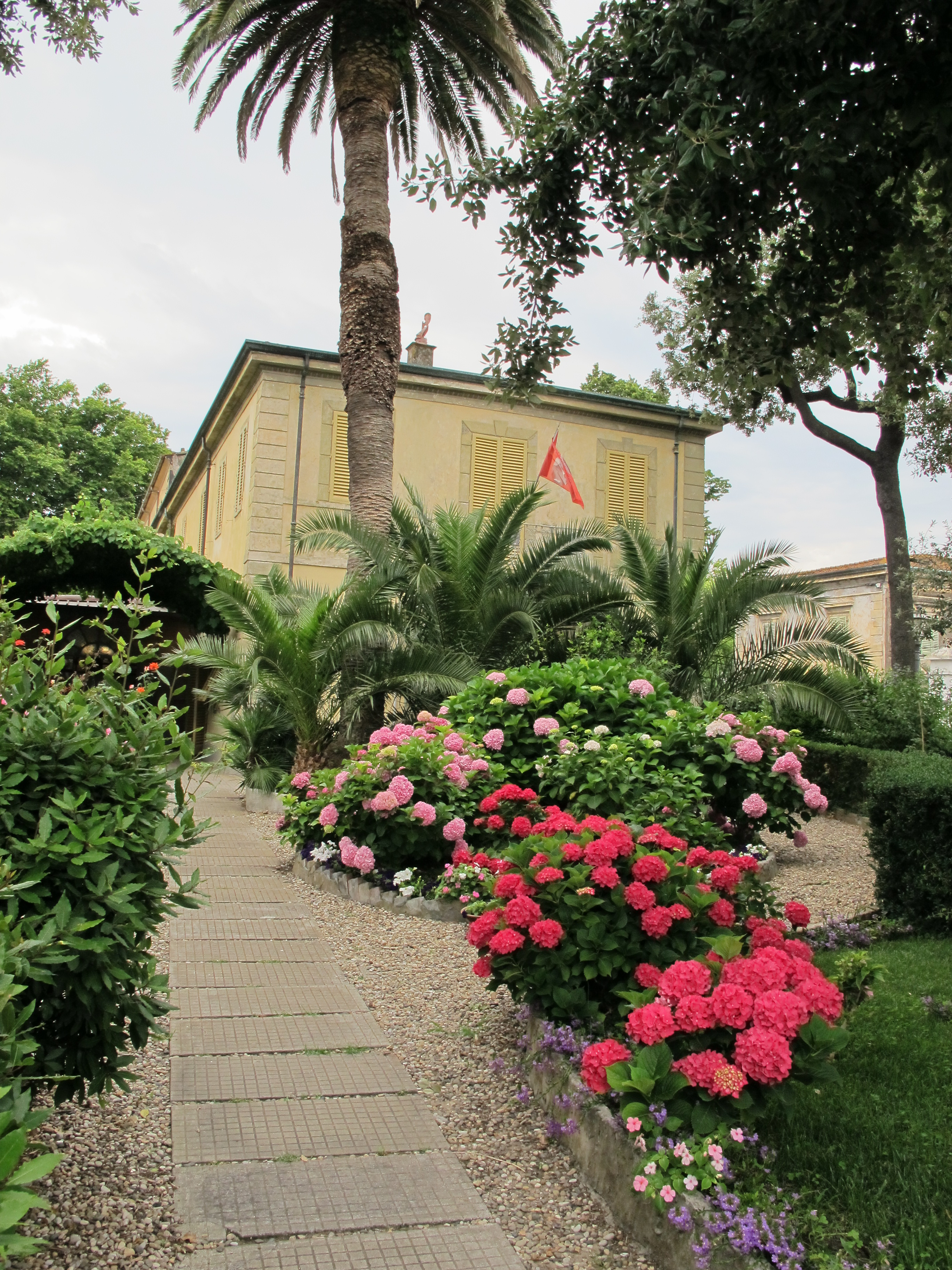
Villa Puccini

- Villa Museo Puccini: das ehemalige Wohnhaus Puccinis ist heute Gedenkstätte und Museum
- Museo del Carnevale: Karnevalsmuseum, 2003 gegründet

Torre del Lago Puccini
Das Gebiet von Torre del Lago, etwa 4 km von der Küste entfernt, war bis zur Mitte des 18. Jahrhunderts kaum besiedelt. Im Zuge der Trockenlegung der Sümpfe fingen Jäger, Fischer und Bauern an, das Gebiet zu kultivieren. Der Name rührt von einem Wachturm, der am Lago di Massaciuccoli seit dem 15. Jahrhundert stand. Giacomo Puccini war von der Natur um den See begeistert und mietete im Jahr 1891 zwei Zimmer in einer Villa. Nach dem Erfolg seiner „Tosca“ erwarb er die Villa und lebte hier bis zu seinem Tod im Jahr 1924. Nach seinem Tod wurde das Gebäude in eine Gedenkstätte umgewandelt.

## Kultur
- Teatro Politeama: Das Theater wurde 1869 unter dem Namen Alhambra gegründet. Seit dem Neubau 1902 trägt es den heutigen Namen. Nach Kriegszerstörungen wurde es 1947 mit 889 Plätzen in der heutigen Form wiederaufgebaut. Hier finden in einer Wintersaison sowohl Musiktheatergastspiele als auch Schauspielaufführungen statt, seit 1995 auch in Zusammenarbeit mit dem Theater des nahe liegenden Pietrasanta. Außerdem dient es als Kino.
- Teatro Jenco: Das kommunale Theater mit 352 Plätzen wurde 2003 eingeweiht. Die Saison mit Gastspielen – vor allem des Unterhaltungstheaters – dauert von Februar bis April.
- In beiden Theatern finden mehrmals jährlich Aufführungen des Dialekttheaters statt.

## Regelmäßige Veranstaltungen
Festival Puccini
Festival Puccini, ein Opernfestival, das allsommerlich auf einer Freilichtbühne am Ufer des Lago Puccini Opern des Komponisten aufführt.
Karneval

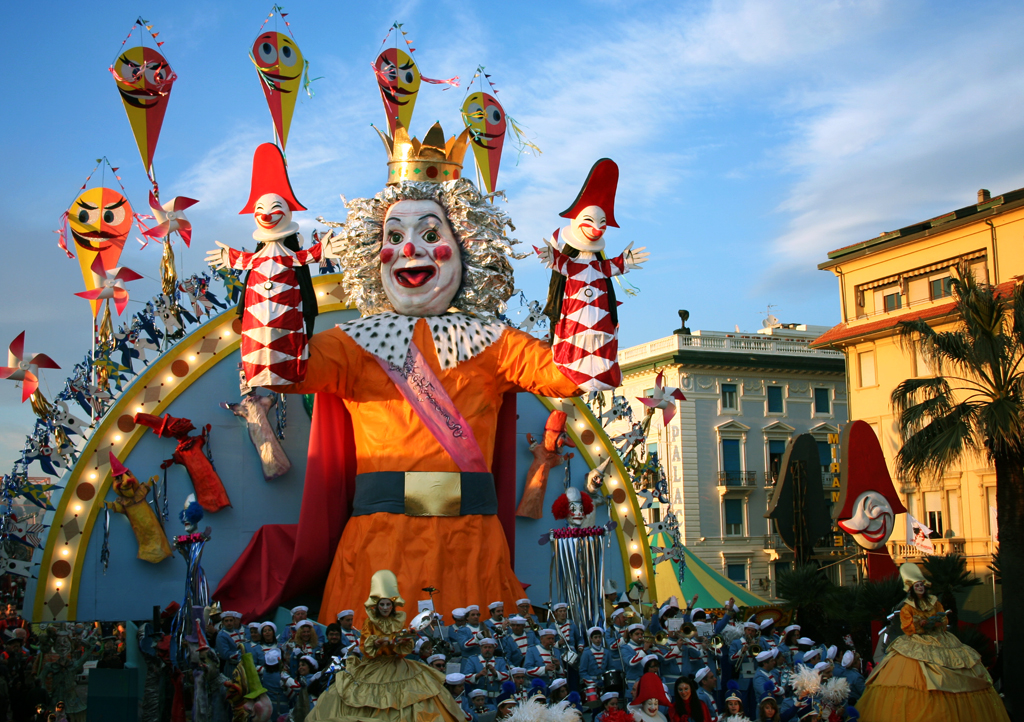
Karneval in Viareggio

Eine wichtige Touristenattraktion ist der Karneval, der seit 1873 in Viareggio gefeiert wird. An fünf Wochenenden zieht ein großer Karnevalszug mit Triumphwagen aus Pappmaché durch die Stadt. Die örtliche Karnevalsmaske ist der Burlamacco.
2001 wurde für die Wagenbau-Werkstätten und eine Pappmaché-Schule die Karnevals-„Zitadelle“ erbaut, die das Karnevalsmuseum und Veranstaltungsräume beherbergt.
Premio Viareggio
Der Premio Viareggio gilt als einer der ältesten Literaturpreise Italiens; er wird seit 1929 alljährlich in Viareggio verliehen.
EuropaCinema
Das Filmfestival, ursprünglich 1984 in Rimini gegründet, findet seit 1989 jährlich in Viareggio statt. Es widmet sich dem europäischen Film, mit einem Schwerpunktland, das jedes Jahr wechselt.
Fußballturnier
Das Fußballturnier Torneo di Viareggio findet seit 1948 jährlich statt und gilt als einer der wichtigsten Wettbewerbe für Jugendmannschaften weltweit. Große Spieler wie Gabriel Batistuta, Alessandro Del Piero oder Francesco Totti machten hier das erste Mal auf sich aufmerksam.

## Sport
Am 23. Februar 1968 fand in Viareggio das erste Länderspiel der italienischen Fußballnationalmannschaft der Frauen statt.

## Städtepartnerschaften
| - San Benedetto del Tronto, Marken, Italien - Palmi, Kalabrien, Italien - Bastia, Frankreich | - Kunshan, Volksrepublik China - Opole, Polen - Acireale, Sizilien, Italien | - Striano, Kampanien, Italien - Palma Campania, Kampanien, Italien - Shëngjin, Albanien |

## Persönlichkeiten
Töchter und Söhne der Stadt
- Inigo Campioni (1878–1944), Admiral und Senator
- Alberto Bertuccelli (1924–2002), Fußballspieler
- Nora Ricci (1924–1976), Filmschauspielerin
- Alberto Tenenti (1924–2002), Historiker
- Eugenio Fascetti (* 1938), Fußballspieler und -trainer
- Stefania Sandrelli (* 1946), Filmschauspielerin
- Marcello Lippi (* 1948), Fußballtrainer
- Battista Lena (* 1960), Jazzmusiker und Filmkomponist
- Nicola Luisotti (* 1961), Dirigent
- Giampaolo Simi (* 1965), Schriftsteller und Journalist
- Gherardo Gambelli (* 1969), römisch-katholischer Erzbischof von Florenz
- Carlo Andrea Magnani, Künstlername Olaf Thorsen (* 1971), Metal-Gitarrist

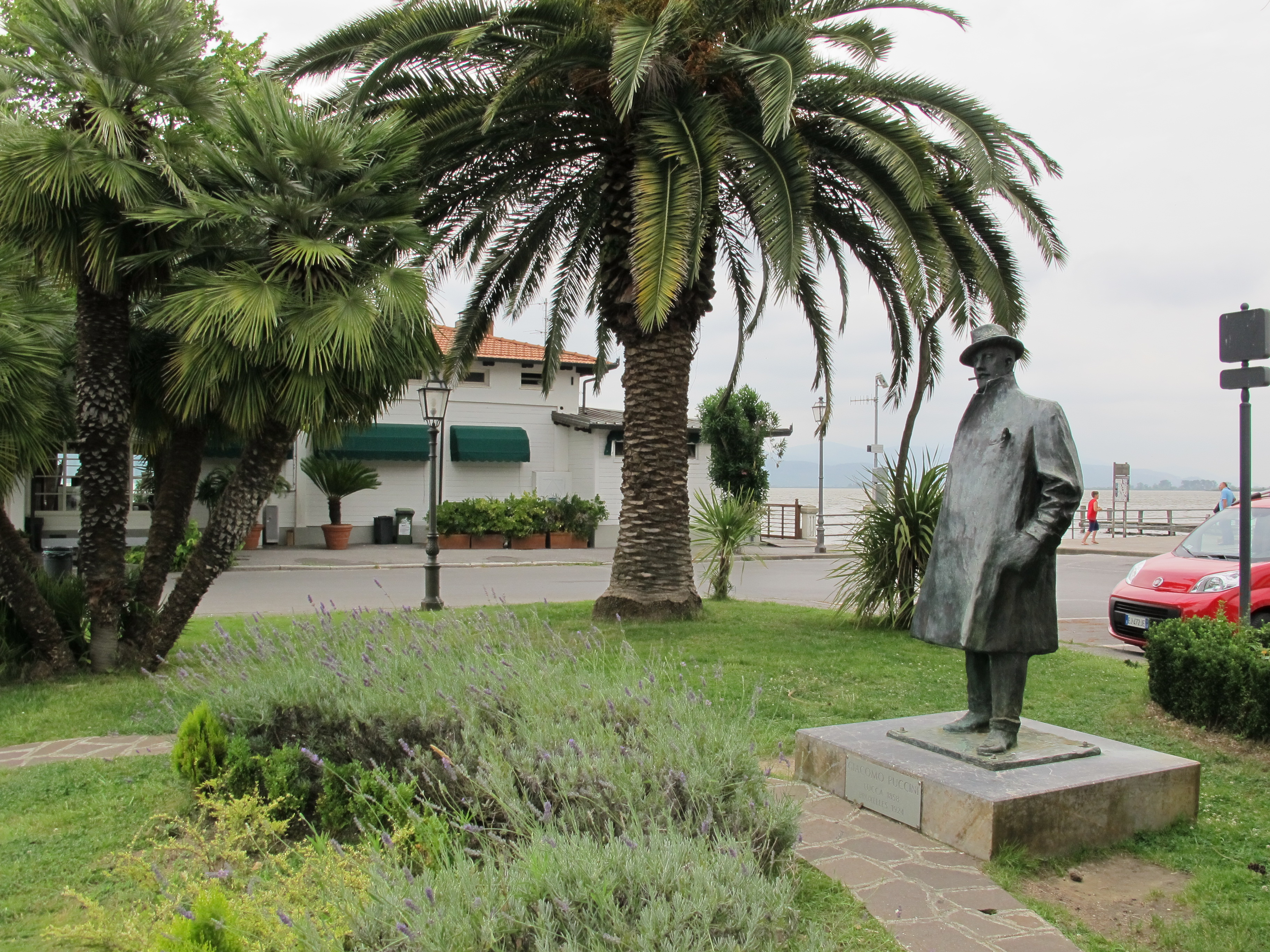
Denkmal Giacomo Puccini in Torre del Lago Puccini, 1925 von Paolo Troubetzkoy

- Davide Sanguinetti (* 1972), Tennisspieler
- Andrea Masiello (* 1986), Fußballspieler
- Matteo Gentili (* 1989), Fußballspieler
- Greta Adami (* 1992), Fußballspielerin

Persönlichkeiten mit Beziehung zur Stadt
- Pauline Bonaparte (1780–1825), in Italien Paolina Borghese genannt, Schwester von Napoléon Bonaparte
- Giovanni Pacini (1796–1867), Opernkomponist, lebte ab ca. 1822 in Viareggio
- Maria Louise [de la] Ramée, Pseudonym Ouida (1839–1908), britische Schriftstellerin, starb in Viareggio
- Giacomo Puccini (1858–1924), italienischer Opernkomponist
- Alberto Franchetti (1860–1942), italienischer Opernkomponist, lebte ab 1934 dort und verstarb in der Stadt
- Salome Kruschelnytska (1872–1952), ukrainische Opernsängerin und Gattin des zweimaligen Bürgermeisters von Viareggio, Marquis Cesare Riccione († 1938)
- Rainer Maria Rilke (1875–1926), österreichischer Dichter, schrieb 1903 in Viareggio den dritten Teil seines Stundenbuches (Das Buch von der Armut und vom Tode)
- Marino Marini (1901–1980), italienischer Bildhauer und Graphiker, starb in Viareggio
- Elke Sommer (* 1940) wurde, während sie 1958 mit ihrer Mutter in Italien Urlaub machte, überraschend in einem Café in Viareggio zur Miss des Ortes gewählt. Aufgrund der daraufhin veröffentlichten Fotos von Miss Viareggio, die Furore machten, holte sie der italienische Filmproduzent Vittorio de Sica nach Rom, womit ihre Karriere begann.